# Platocharis
Platocharis is een geslacht van vliesvleugeligen uit de familie Eulophidae. De wetenschappelijke naam van dit geslacht is voor het eerst geldig gepubliceerd in 1969 door Kerrich.

## Soorten
Het geslacht Platocharis is monotypisch en omvat slechts de volgende soort:
- Platocharis coffeae (Ferrière, 1936)